# Doença de Marek
A doença de Marek é uma doença neoplásica viral altamente contagiosa em galinhas . É nomeado após József Marek, um veterinário húngaro que o descreveu em 1907. A doença de Marek é causada por um Herpesviridae conhecido como "vírus da doença de Marek" (MDV) ou alfaherpesvírus Gallid 2 (GaHV-2). A doença é caracterizada pela presença de linfoma de células T, bem como infiltração de nervos e órgãos por linfócitos . Os vírus relacionados ao vírus da doença de Marek parecem ser benignos e podem ser usados como cepas de vacinas para prevenir a doença de Marek. Por exemplo, o herpesvírus relacionado encontrado em perus (HVT), não causa doença aparente nas aves e continua a ser usado como uma cepa de vacina para a prevenção da doença de Marek.
Aves infectadas com GaHV-2 podem ser portadoras e disseminadoras do vírus por toda a vida. Os filhotes recém-nascidos são protegidos por anticorpos maternos por algumas semanas de vida. Após a infecção, as lesões microscópicas estão presentes após uma a duas semanas, e as lesões macroscópicas estão presentes após três a quatro semanas. O vírus é espalhado em pêlos de folículos de penas e transmitido por inalação.

## Síndromes

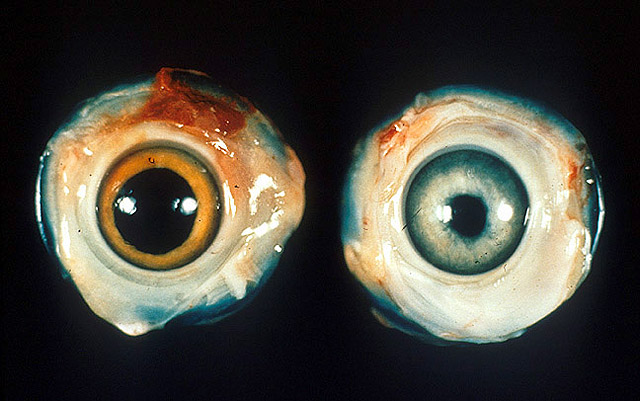
Esquerda — olho de galinha normal; Direita — Olho de uma galinha com doença de Marek.

Seis síndromes são conhecidas por surgir após a infecção com a doença de Marek. Essas síndromes podem se sobrepor.
- A doença de Marek clássica ou neurolinfomatose causa paralisia assimétrica de um ou mais membros. Com envolvimento do nervo vago, pode ocorrer dificuldade em respirar ou dilatação do papo . Além das lesões nos nervos periféricos, frequentemente ocorrem infiltrações/tumores linfomatosos na pele, músculo esquelético, órgãos viscerais. Os órgãos que são comumente afetados incluem o ovário, baço, fígado, rins, pulmões, coração, proventrículo e glândulas supra-renais.
- A doença de Marek aguda é uma epidemia em um lote previamente não infectado ou não vacinado, causando depressão, paralisia e morte em um grande número de aves (até 80%). A idade de início é muito anterior à forma clássica; as aves têm quatro a oito semanas de idade quando afetadas. Observa-se infiltração em múltiplos órgãos/tecidos.
- A linfomatose ocular causa infiltração linfocitária da íris (tornando a íris cinza), tamanho desigual das pupilas e cegueira.
- A doença cutânea de Marek causa lesões redondas e firmes nos folículos das penas.[4]
- A aterosclerose é induzida em galinhas experimentalmente infectadas.[5]
- A imunossupressão é o comprometimento dos linfócitos T decorrentes da doença de Marek, impedindo uma resposta imunológica competente contra o desafio patogênico, com as aves afetadas tornando-se mais suscetíveis a doenças como coccidiose e infecção por Escherichia coli .[6] Além disso, sem estimulação pela imunidade mediada por células, a imunidade humoral conferida pelas linhagens de células B da Bursa de Fabricius também se desliga, resultando em aves totalmente imunocomprometidas.

## Diagnóstico
O diagnóstico de tumores linfóides em aves é complicado devido a múltiplos agentes etiológicos capazes de causar tumores muito semelhantes. Não é incomum que mais de um vírus tumoral aviário possa estar presente em uma galinha, assim, deve-se considerar tanto o diagnóstico da doença/tumores (diagnóstico patológico) quanto do vírus (diagnóstico etiológico). Um processo passo a passo foi proposto para o diagnóstico da doença de Marek, que inclui:
1. História, epidemiologia, observações clínicas e necropsia macroscópica;
2. Características da célula tumoral e;
3. Características virológicas[8]

A demonstração de aumento de nervos periféricos com com sinais clínicos sugestivos em uma ave com cerca de três a quatro meses de idade (com ou sem tumores viscerais) é altamente sugestiva da doença de Marek. O exame histológico dos nervos revela infiltração de linfócitos neoplásicos e inflamatórios pleomórficos. A neuropatia periférica também deve ser considerada como a principal exclusão em galinhas jovens com paralisia e aumento do nervo sem tumores viscerais, especialmente em nervos com edema interneuronal e infiltração de plasmócitos.
A presença de nódulos nos órgãos internos também pode sugerir a doença de Marek, mas são necessários mais testes para confirmação. Isso é feito através da demonstração histológica da infiltração linfomatosa no tecido afetado. Uma variante de leucócitos pode estar envolvida, incluindo linhagens de células linfocíticas, como linfócitos grandes, linfoblastos, células reticulares primitivas e células plasmáticas ocasionais, bem como macrófagos e células plasmáticas. As células T estão envolvidas na malignidade, apresentando alterações neoplásicas com evidência de mitose. Os infiltrados linfomatosos precisam ser diferenciados de outras condições que afetam as aves, incluindo leucose linfóide e reticuloendoteliose, bem como um evento inflamatório associado a alterações hiperplásicas do tecido afetado.
Os principais sinais clínicos, bem como as características macroscópicas e microscópicas que são mais úteis para diferenciar a doença de Marek da leucose linfoide e da reticuloendoteliose, incluem:
1. Idade: A doença de Marek pode afetar aves de qualquer idade, incluindo <16 semanas de idade;
2. Sinais clínicos: paralisia frequente das asas e pernas;
3. Incidência: >5% em bandos não vacinados;
4. Aumento potencial do nervo;
5. Tumores interfoliculares na bursa de Fabricius;
6. envolvimento do SNC;
7. Proliferação linfóide em folículos da pele e penas;
8. Células linfóides pleomórficas em nervos e tumores; e
9. Linfomas de células T.[10]

Além da doença macroscópica e da histologia, outros procedimentos avançados usados para um diagnóstico definitivo da doença de Marek incluem imuno-histoquímica para identificar o tipo de célula e antígenos específicos do vírus, PCR padrão e quantitativo para identificação do vírus, isolamento do vírus para confirmar infecções e sorologia para confirmar/excluir infecções.
O laboratório de referência da Organização Mundial de Saúde Animal (OIE) para a doença de Marek é o grupo Avian Viral Oncogenesis (liderado pelo Professor Venugopal Nair OBE) no The Pirbright Institute do Reino Unido.
O teste de sangue PCR também pode detectar a doença de Marek, e o teste adequado pode diferenciar entre uma ave vacinada com anticorpos e um resultado positivo real para a doença de Marek.
A doença de Marek não é tratável, no entanto, os cuidados de suporte podem auxiliar.
Recomenda-se que todos os bandos positivos para a doença de Marek permaneçam fechados, sem que nenhuma ave seja introduzida ou saia do bando. A biossegurança rigorosa e a limpeza adequada são essenciais, usando produtos como Oxina Ativada ou Virkon S e reduzindo o acúmulo de caspa no ambiente. Dieta adequada, desparasitação regular e suplementos vitamínicos também podem ajudar a manter os rebanhos infectados mais saudáveis. Reduzir o estresse também é fundamental, pois o estresse geralmente causa doenças em aves infectadas com a doença.

## Prevenção
A vacinação é o único método conhecido para prevenir o desenvolvimento de tumores quando as galinhas são infectadas com o vírus. No entanto, ao uso de vacina não impede que uma ave infectada libere o vírus, embora reduza a quantidade de vírus eliminado na caspa, reduzindo assim a propagação horizontal da doença. A doença de Marek não se espalha verticalmente.
Antes do desenvolvimento da vacina para a doença de Marek, a doença causava uma perda substancial de receita nas indústrias avícolas dos Estados Unidos e do Reino Unido. A vacina pode ser administrada a pintos de um dia de idade por inoculação subcutânea ou por vacinação in ovo quando os ovos são transferidos da incubadora para o nascedouro. A vacinação in ovo é o método preferido, pois não requer manipulação dos pintinhos e pode ser feita rapidamente por métodos automatizados. A imunidade se desenvolve dentro de duas semanas.
Como a vacinação não previne a infecção pelo vírus, a doença de Marek ainda é transmissível de bandos vacinados para outras aves, incluindo a população de aves selvagens. A primeira vacina contra a doença de Marek foi introduzida em 1970. A doença causaria paralisia leve, sendo as únicas lesões identificáveis no tecido neural. A mortalidade das galinhas infectadas com a doença de Marek foi bastante baixa. As cepas atuais do vírus Marek, décadas após a introdução da primeira vacina, causam a formação de linfoma em todo o corpo da galinha e as taxas de mortalidade chegaram a 100% em galinhas não vacinadas. A vacina contra a doença de Marek é uma "vacina com vazamento", o que significa que apenas os sintomas da doença são prevenidos. A infecção do hospedeiro e a transmissão do vírus não são inibidas pela vacina. Isso contrasta com a maioria das outras vacinas, onde a infecção do hospedeiro é evitada. Em condições normais, cepas altamente virulentas do vírus não são selecionadas. Uma cepa altamente virulenta mataria o hospedeiro antes que o vírus tivesse a oportunidade de se transmitir a outros hospedeiros potenciais e se replicar. Assim, são selecionadas cepas menos virulentas. Essas cepas são virulentas o suficiente para induzir sintomas, mas não para matar o hospedeiro, permitindo maior transmissão. Entretanto, a vacina com vazamento altera essa pressão evolutiva e permite a evolução de cepas altamente virulentas. A incapacidade da vacina de prevenir a infecção e a transmissão permite a disseminação de cepas altamente virulentas entre as galinhas vacinadas. A aptidão das cepas mais virulentas é aumentada pela vacina.
A evolução da doença de Marek devido à vacinação teve um efeito profundo na indústria avícola. Todas as galinhas em todo o mundo estão agora vacinadas contra a doença de Marek (as aves nascidas em bandos privados para postura ou exposição raramente são vacinadas). As cepas altamente virulentas foram selecionadas a ponto de qualquer galinha não vacinada morrer ao ser infectada pelo vírus. Outras vacinas com vazamento são comumente usadas na agricultura. Uma vacina em particular é a vacina para a gripe aviária. O uso de vacinas com vazamento para a gripe aviária pode selecionar cepas virulentas.